# Biff Byford
Biff Byford (* jako Peter Rodney Byford; 15. ledna 1951 Honley, West Yorkshire, Anglie) je britský heavymetalový zpěvák. V roce 1976 spolu s kytaristy Grahamem Oliverem a Paulem Quinnem, baskytaristou Stevem Dawsonem a bubeníkem Petem Gillem založil skupinu Son of a Bitch. O dva roky později se skupina přejmenovala na Saxon a Byford v ní působí dodnes. V roce 1999 se podílel na EP Taragon skupiny Freedom Call. V roce 2007 vydal autobiografii Never Surrender. Ve stejném roce spolupracoval se skupinou Helloween na jejich albu Gambling with the Devil. Se skupinou spolupracoval znovu v roce 2010 na albu 7 Sinners.

## Diskografie (výběr)

### SSaxon
- 1979 – Saxon
- 1980 – Wheels of Steel
- 1980 – Strong Arm of the Law
- 1981 – Denim and Leather
- 1983 – Power & the Glory
- 1984 – Crusader
- 1985 – Innocence Is No Excuse
- 1986 – Rock the Nations
- 1988 – Destiny
- 1990 – Solid Ball of Rock
- 1992 – Forever Free
- 1995 – Dogs of War
- 1997 – Unleash the Beast
- 1999 – Metalhead
- 2001 – Killing Ground
- 2004 – Lionheart
- 2007 – The Inner Sanctum
- 2009 – Into the Labyrinth
- 2011 – Call to Arms
- 2013 – Sacrifice
- 2015 – Battering Ram
- 2018 – Thunderbolt
- 2021 – Inspirations
- 2022 – Carpe Diem
- 2023 – More Inspirations
- 2024 – Hell, Fire And Damnation

### Sólová dráha
- School of Hard Knocks/Welcome to the Show (Singl) (2019)
- Me and You/Scarborough Fair (Singl) (2020)
- School of Hard Knocks (2020)

### SDoro
- Celebrate – The Night of the Warlock (2008) – vokály ve skladbě "Celebrate"
- Fear No Evil (2010)
- Strong and Proud – 30 Years of Rock and Metal (2016)

### SHammerFall
- No Sacrifice, No Victory (2009)

### SMetallica
- December 5, 2011: The Fillmore, San Francisco, CA (2011)

### SAvantasia
- The Mystery of Time (2013)